# Жабокрич
Жабо́крич (укр. Жабокрич) — село на Украине, находится в Крыжопольском районе Винницкой области.
Код КОАТУУ — 0521982401. Население по переписи 2024 года составляет 1442 человека. Почтовый индекс — 24640. Телефонный код — 4340.
Занимает площадь 4,759 км².

## Религия
В селе действуют храм Рождества Пресвятой Богородицы и Свято-Михайловский храм Крыжопольского благочиния Могилёв-Подольской епархии Украинской православной церкви.

## Адрес местного совета
24640, Винницкая область, Крыжопольский р-н, с. Жабокрич, ул. Ленина, 6, тел. 2-76-42; 2-76-31